# McLaren MCL35
Der McLaren MCL35 ist der Formel-1-Rennwagen von McLaren für die Formel-1-Weltmeisterschaft 2020. Er ist der 48. McLaren-Formel-1-Wagen und wurde am 13. Februar 2020 in Woking präsentiert.

## Technik und Entwicklung
Wie alle Formel-1-Fahrzeuge des Jahres 2020 ist der McLaren MCL35 ein hinterradangetriebener Monoposto mit einem Monocoque aus kohlenstofffaserverstärktem Kunststoff (CFK). Außer dem Monocoque bestehen auch viele weitere Teile des Fahrzeugs, darunter die Karosserieteile und das Lenkrad aus CFK. Auch die Bremsscheiben sind aus einem mit Kohlenstofffasern verstärkten Verbundwerkstoff. 
Der MCL35 ist das Nachfolgemodell des MCL34. Da das technische Reglement zur Saison 2020 weitgehend stabil blieb, ist das Fahrzeug größtenteils eine Weiterentwicklung.
Angetrieben wird der MCL35 von einem 1,6-Liter-V6-Motor von Renault in der Fahrzeugmitte mit Turbolader sowie einem 120 kW starken Elektromotor, es ist also ein Hybridelektrokraftfahrzeug. Die Kraft überträgt ein sequentielles, mit Schaltwippen betätigtes Achtganggetriebe. Das Fahrzeug hat nur zwei Pedale, ein Gaspedal (rechts) und ein Bremspedal (links). Genau wie viele andere Funktionen wird die Kupplung, die nur beim Anfahren aus dem Stand verwendet wird, über einen Hebel am Lenkrad bedient.
Die Gesamtbreite des Fahrzeugs beträgt 2000 mm, die Breite zwischen Vorder- und Hinterachse 1600 mm, die Höhe 950 mm. Der Frontflügel hat eine Breite von 2000 mm, der Heckflügel von 1050 mm sowie eine Höhe von 820 mm. Der Diffusor ist 175 mm hoch sowie 1050 mm breit. Der Wagen ist mit 305 mm breiten Vorderreifen und mit 405 mm breiten Hinterreifen des Einheitslieferanten Pirelli ausgestattet, die auf 13-Zoll-Rädern montiert sind.
Der MCL35 hat, wie alle Formel-1-Fahrzeuge seit 2011, ein Drag Reduction System (DRS), das durch Flachstellen eines Teils des Heckflügels den Luftwiderstand des Fahrzeugs auf den Geraden verringert, wenn es eingesetzt werden darf. Auch das DRS wird mit einem Schalter am Lenkrad des Wagens aktiviert.
Der MCL35 ist mit dem seit 2018 vorgeschriebenen Halo-System ausgestattet, das einen zusätzlichen Schutz für den Kopf des Fahrers bietet.

## Lackierung und Sponsoring
Der MCL35 ist überwiegend in Orange, Blau und Anthrazit lackiert. Beim Orangeton Papaya Spark handelt es sich um die offizielle Farbe von McLaren, die bereits Ende der 1960er-Jahre zum Einsatz kam.
Es werben Arrow Electronics, Automation Anywhere, BAT, CNBC, Darktrace, Dell, Estrella Galicia, FxPro, Gulf Oil, Hilton Worldwide, die König-Abdullah-Universität für Wissenschaft und Technologie, Klipsch, Pirelli, Motorenlieferant Renault, Splunk und Uhrenhersteller Richard Mille auf dem Fahrzeug.

## Fahrer
McLaren trat in der Saison 2020 erneut mit der Fahrerpaarung Carlos Sainz jr. und Lando Norris an.

## Ergebnisse
| Fahrer                          | Nr.                             | 1 | 2 | 3  | 4  | 5  | 6  | 7   | 8 | 9   | 10  | 11  | 12 | 13 | 14 | 15 | 16 | 17 | Punkte | Rang |
| ------------------------------- | ------------------------------- | - | - | -- | -- | -- | -- | --- | - | --- | --- | --- | -- | -- | -- | -- | -- | -- | ------ | ---- |
| Formel-1-Weltmeisterschaft 2020 | Formel-1-Weltmeisterschaft 2020 |   |   |    |    |    |    |     |   |     |     |     |    |    |    |    |    |    | 202    | 3.   |
| L. Norris                       | 04                              | 3 | 5 | 13 | 5  | 9  | 10 | 7   | 4 | 6   | 15  | DNF | 13 | 8  | 8  | 4  | 10 | 5  | 202    | 3.   |
| C. Sainz                        | 55                              | 5 | 9 | 9  | 13 | 13 | 6  | DNS | 2 | DNF | DNF | 5   | 6  | 7  | 5  | 5  | 4  | 6  | 202    | 3.   |

| Legende  | Legende            | Legende                                                          |
| Farbe    | Abkürzung          | Bedeutung                                                        |
| -------- | ------------------ | ---------------------------------------------------------------- |
| Gold     | –                  | Sieg                                                             |
| Silber   | –                  | 2. Platz                                                         |
| Bronze   | –                  | 3. Platz                                                         |
| Grün     | –                  | Platzierung in den Punkten                                       |
| Blau     | –                  | Klassifiziert außerhalb der Punkteränge                          |
| Violett  | DNF                | Rennen nicht beendet (did not finish)                            |
| Violett  | NC                 | nicht klassifiziert (not classified)                             |
| Rot      | DNQ                | nicht qualifiziert (did not qualify)                             |
| Rot      | DNPQ               | in Vorqualifikation gescheitert (did not pre-qualify)            |
| Schwarz  | DSQ                | disqualifiziert (disqualified)                                   |
| Weiß     | DNS                | nicht am Start (did not start)                                   |
| Weiß     | WD                 | zurückgezogen (withdrawn)                                        |
| Hellblau | PO                 | nur am Training teilgenommen (practiced only)                    |
| Hellblau | TD                 | Freitags-Testfahrer (test driver)                                |
| ohne     | DNP                | nicht am Training teilgenommen (did not practice)                |
| ohne     | INJ                | verletzt oder krank (injured)                                    |
| ohne     | EX                 | ausgeschlossen (excluded)                                        |
| ohne     | DNA                | nicht erschienen (did not arrive)                                |
| ohne     | C                  | Rennen abgesagt (cancelled)                                      |
| ohne     | keine WM-Teilnahme |                                                                  |
| sonstige | P/fett             | Pole-Position                                                    |
| sonstige | 1/2/3/4/5/6/7/8    | Punktplatzierung im Sprint-/Qualifikationsrennen                 |
| sonstige | SR/kursiv          | Schnellste Rennrunde                                             |
| sonstige | *                  | nicht im Ziel, aufgrund der zurückgelegten Distanz aber gewertet |
| sonstige | ()                 | Streichresultate                                                 |
| sonstige | unterstrichen      | Führender in der Gesamtwertung                                   |